# وزارة التعليم والثقافة والعلوم (هولندا)
وزارة التعليم والثقافة والعلوم، (بالهولندية: Ministerie van Onderwijs, Cultuur en Wetenschappen; OCW)، هي الوزارة المسؤولة عن التعليم والثقافة والعلوم والبحوث والمساواة المجتمعية والاتصالات. تأسست الوزارة في عام 1918 بمسمى وزارة التعليم والفنون والعلوم، وحظي اسمها بعدة تغييرات قبل أن يتم الاستقرار على الاسم الحالي في عام 1994، ويترأس الوزارة في الوقت الحالي الوزيرة إنغريد فان إنغلشوفن.

## المهام
تتمثل مهمة الوزارة في "العمل من أجل هولندا ذكية، قادرة ومبدعة"، وتتولى الوزارة مسؤولية تحديد السياسات في ثلاثة مجالات:
- العملية التعليمية بشكل كامل، منذ رياض الأطفال، مرورأ بالتعليم الأساسي والثانوي، وانتهاء بالتعليم المهني والعالي.
- الثقافة والفنون والإذاعات العامة.
- العلوم والابتكارات.

## الهيكل التنظيمي
يترأس الوزارة حالياً وزير واحد وأمين دولة، ويقع المكتب الرئيسي للوزارة في هيفتورين، أطول مبنى في لاهاي. يعمل في الوزارة حوالي 2500 موظف مدني، ويرأس قسم الخدمة المدنية أمين عام ونائب للأمين العام، واللذان يترأسان نظاماً من ثلاث إدارات عامة:
- إدارة التعليم الابتدائي والثانوي.
- إدارة التعليم العالي والتدريب المهني والعلوم.
- إدارة الثقافة والإعلام.

أيضاً لدى الوزارة عدة إدارات ووكالات بنظام الإدارة الذاتية:
- المؤسسة المالية المركزية، والتي تكمن مسؤوليتها في تنفيذ السياسات المالية.
- مجموعة معاهد هولندا.
- الأرشيف الوطني.
- قطاع الحكومة للآثار والتحف والمحميات الطبيعية الثقافية.
- التفتيش المدرسي.
- مجلس تفتيش حفظ الموروث الثقافي.
- مجلس العلوم والتكنولوجيا والسياسات.
- المجلس التربوي التعليمي.
- وأخيراً المجلس الثقافي.

## تاريخ الوزارة
تم إنشاء الوزارة السابقة، وزارة التعليم والفنون والعلوم، في العام 1918، وأصبحت وزارة مستقلة عن وزارة الداخلية وعلاقات المملكة. تم تأسيس الوزارة كحل للمعضلة المدرسية والصراع حول التمويل المتكافئ للمدارس الدينية والحكومية. خلال فترة الاحتلال الألماني، تم إعادة تسمية الوزارة إلى قسم التعليم والعلوم وحفظ الموروث الثقافي وجعلها قسم منفصل للدعاية والفنون. في العام 1965 تم إعادة دمج قسم الفنون مع الوزارة الجديدة، وزارة الثقافة والترفيه والعمل المجتمعي، ثم في العام 1982 تم دمج هذا القسم مع وزارة الصحة، وأخيراً وفي العام 1996 عاد القسم الثقافي كقسم تابع لوزارة التعليم.